# Eskil de Tuna
Eskil est un missionnaire anglo-saxon du XIe siècle, mort en 1069. Il contribue à la christianisation de la province de Södermanland en Suède, surtout aux alentours de la ville de Tuna qui est renommée Eskilstuna en son honneur.

## Biographie
La Suède a été partiellement évangélisée à partir du IXe siècle par saint Anschaire de Brême. Mais quelque temps plus tard, le paganisme revient dans la région. Au XIe siècle, le roi Olaf II de Norvège demande à des moines anglais de revenir travailler à l'évangélisation de la région. Eskil, moine anglo-saxon est missionné pour cette action. Il est consacré évêque par Siegfried de Suède puis s'installe dans la région sud-ouest de Stockholm où il s'attache à convertir les païens,.
Il meurt lapidé pour avoir interrompu un rituel païen à Strängnäs. Après sa mort, il est considéré comme un saint, fêté le 12 juin,,. La cathédrale de Strängnäs aurait été édifié à l'endroit de sa mort.
La date exacte de sa mort est sujette à discussion, des recherches historiques menées en 1940 la situerait plutôt en 1938.